# Francis Austen
Pour les articles homonymes, voir Austen.
Francis William Austen, né le 23 avril 1774, mort le 10 août 1865, est un officier britannique qui passe la plus grande partie de sa vie en service actif dans la Royal Navy, et accède au grade d'amiral de la flotte.
Il est par ailleurs le frère de la romancière Jane Austen, et le père de la romancière Catherine Hubback.

## Présentation

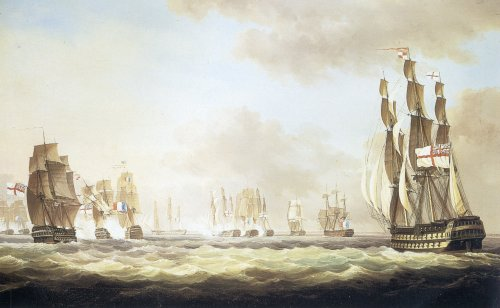
Le H.M.S. Canopus rejoignant la ligne de bataille dans la baie d'Ocoa, le 6 février 1806, par Thomas Lyde Hornbrook (1780-1850).

En octobre 1805, alors qu'il commande le HMS Canopus, un vaisseau de ligne français (Le Franklin) capturé lors de la bataille d'Aboukir, Francis Austen est temporairement détaché de l'autorité de l'amiral Nelson pour être chargé du convoyage à travers la Méditerranée, ce qui l'amène à ne pas participer à la bataille de Trafalgar, ce qu'il regrette toute sa vie. Cependant, Francis Austen commande le HMS Canopus en février de l'année suivante lors de la bataille de Saint-Domingue, conduisant à la bataille la ligne de vaisseaux sous le vent.
Les rapides promotions de Francis Austen sont largement le fait de la protection que lui accorde le puissant Warren Hastings, un ami de la famille Austen, dont on dit qu'il est le père naturel de la cousine de Frank (et plus tard sa belle-sœur), Eliza de Feuillide[source insuffisante]. Le frère cadet de Francis, Charles Austen, accomplit également une carrière dans la marine, parvenant au grade de contre-amiral. Francis Austen est brièvement contre-amiral du Royaume-Uni (un titre honorifique) en 1862 avant de devenir amiral de la flotte en 1863.
Francis Austen est l'un des frères de la romancière Jane Austen, modèle possible, avec son frère Charles, du personnage de William Price du roman Mansfield Park mais surtout du capitaine Harville de Persuasion, le dernier roman de Jane Austen, si on en croit une note de son biographe et petit-fils John Hubback. On retrouve par ailleurs un vibrant hommage à la Royal Navy et à ses officiers au fil des pages de Persuasion.
Il meurt à 91 ans, dernier survivant des six frères de Jane Austen.
Il est enterré dans une tombe de l'église paroissiale de Wymering, Portsmouth. Elle se trouve à l'ouest de l'église quand on regarde depuis le porche. Les inscriptions en sont toujours lisibles.

## Distinctions
- Ordre du Bain